# Liste der Bischöfe von Mileto
Die folgenden Personen waren Bischöfe von Mileto (Italien):
- Arnolfo 1081
- Diosforo 1091
- Goffred I. 1091
- Eberald 1099
- Robert de Parisio 1101
- Ugone 1104
- Giovanni 1113
- Goffred II. 1119
- Stefan 1139
- Anselm 1168
- Pietro 1200
- Ruggiero 1222
- Rivibard …
- N ….. 1251
- Domenico 1279
- Diodato 1282
- Saba Malaspina 1286
- Andrea I. 1298
- Manfredi Giffone 1311
- Goffredo III. Fazzari 1328
- Tommaso Buccamungellis 1376
- Corrado Kardinal Caracciolo 1402–1409
- Astorgio Agnese 1411
- Jacopo I. 1413
- Antonio Strada 1420
- Jacopo II. 1422
- Domenico II. …
- Antonio II. Sorbilli 1435
- Cesare Caietano 1464
- Narciso 1474
- Antonio III. de’ Pazzi 1478
- Jacopo III. Della Rovere 1480
- Francesco Kardinal Alidosio (1504–1505) (auch Bischof von Pavia)
- Francesco II. Della Rovere 1505
- Andrea II. Kardinal Della Valle 1508
- Quinzio de Rusticis 1523
- Iñigo Avalos de Aragón 1566–1586
- Giovan Mario De Alessandris 1573
- Marco Antonio Del Tufo 1585
- Giovan Battista Kardinal Lenio 1606
- Felice Kardinal Centini 1611
- Virgilio Cappone 1613
- Maurizio Centini 1631
- Gregorio Panzani 1640
- Diego Castiglione Morelli 1661
- Ottavio Paravicino 1681
- Domenicantonio Bernardini 1696
- Ercole Michele Ajerbi d’Aragona 1723
- Marcello Filomarini 1734
- Giuseppe Maria Carafa 1756
- Enrico Capece Minutolo 1792
- Vincenzo Maria Armentano 1824
- Filippo Mincione (1847–1882)
- Luigi Carvelli 1882
- Antonio Maria de Lorenzo (1889–1898)
- Giuseppe Moràbito (1898–1922)
- Paolo Albera (1924–1944)
- Enrico Nicodemo (1945–1952) (auch Erzbischof von Bari)
- Vincenzo De Chiara (1953–1979)
- Domenico Tarcisio Cortese (1979–2007)
- Luigi Renzo (2007–2021)
- Attilio Nostro (seit 2021)